# بييرينو براتي
بييرينو براتي (بالإيطالية: Pierino Prati). (تشينيزيلو بالسامو، 13 ديسمبر 1946)، لاعب كرة قدم إيطالي سابق.
و قد لعب مع نادي إيه سي ميلان وفاز معهم في دوري أبطال أوروبا في عام 1969، ولعب مع منتخب إيطاليا لكرة القدم وشارك معهم في كأس العالم لكرة القدم 1970.

## روابط خارجية
- بييرينو براتي على موقع الاتحاد الدولي (مؤرشف)  (الإنجليزية)
- بييرينو براتي على موقع الاتحاد الأوربي (الإنجليزية)
- بييرينو براتي على موقع قاعدة بيانات كرة القدم.إي يو (الإنجليزية)
- بييرينو براتي على موقع ناشيونال فوتبول تيمز (الإنجليزية)
- بييرينو براتي على موقع عالم كرة القدم.نت (الإنجليزية)